# Leptodora
Leptodora is een monotypisch geslacht van twee soorten grote, bijna transparante, roofzuchtige watervlooien uit de familie van de Leptodoridae. Ze groeien tot 21 mm lang, met twee grote voelsprieten, die worden gebruikt om te zwemmen, en een samengesteld oog. De poten worden gebruikt om roeipootkreeftjes te vangen waarmee het bij toeval in contact komt. Leptodora kindtii wordt gevonden in gematigde meren op het noordelijk halfrond en is waarschijnlijk als enige ooit in een krant beschreven. L. richardi is alleen bekend uit Oost-Rusland. Het grootste deel van het jaar plant Leptodora zich parthenogenetisch voort, waarbij mannetjes pas laat in het seizoen verschijnen, om wintereieren te produceren die de volgende lente uitkomen. Leptodora is het enige geslacht in de familie Leptodoridae en de onderorde Haplopoda.

## Kenmerken
Volwassenen Leptodora zijn de grootste planktonische cladocera, afkomstig uit Noord-Amerika. Rapporten variëren met betrekking tot de grootste afmeting, maar volwassen vrouwtjes worden meestal 12 mm lang, maar er zijn meldingen van vrouwtjes tot 21 mm. Ze zijn voor ongeveer 98% transparant als verdediging tegen predatie door vissen.
Het vrouwtje is in zo'n hoge mate transparant, dat haar aanwezigheid vaak alleen wordt verraden door haar bewegingen. In fel zonlicht wordt de schaduw normaal gesproken eerder dan het dier zelf gezien.
Het mannetje is gelijk transparant. Het achterlijf is langwerpig, maar het schild is klein en bedekt alleen de broedbuidel.
De zes paar borstaanhangsels vormen een voedermand, die wordt gebruikt om prooien te vangen. De tweede voelsprieten worden gebruikt om te zwemmen, terwijl de eerste voelsprieten rudimentair zijn bij vrouwtjes, maar langwerpig bij mannetjes, waar ze worden gebruikt bij seksuele voortplanting. Er is één groot samengesteld oog dat een groot deel van het hoofd van het dier in beslag neemt. Het omvat ongeveer 500 facetten, die bolvormig zijn gerangschikt en het hele oog kan tot 10° in elke richting worden bewogen.

## Ecologie en gedrag
Daphnia is een belangrijk prooidier voor Leptodora kindtii.
Leptodora kindtii is een vraatzuchtig roofdier en is in staat om het aantal van zijn favoriete prooidieren te beheersen, die over het algemeen juvenielen zijn van Daphnia, Bosmina, Ceriodaphnia, Diaphanosoma, Diaptomus, Polyphemus en Cyclops. Het lijkt zijn prooi bij toeval te ontmoeten, waarbij contact een reflex op gang brengt, waarbij het achterlijf naar voren wordt gebracht om de voermand te sluiten. In veel gevallen ontsnapt de prooi aan deze lukrake reactie. Juveniele watervlooien reageren langzamer dan volwassenen op de aanval van het roofdier en lopen daarom een grotere kans om te worden gepakt.
De belangrijkste roofdieren van Leptodora zijn vissen, waaronder witvis, baars, ziege en alver.
In het Biwameer in Japan wordt L. kindtii geparasiteerd door de nematode Raphidascaris biwakoensis, een parasiet van vissen.

## Levenscyclus
De vrouwelijke Leptodora produceert elke 12 uur een broedsel van eieren door parthenogenese. Deze eieren komen uit in een larvale stadium van ongeveer 2 mm lang. Er zijn nog zes stadia voordat de volwassen vorm wordt bereikt met een lengte van 6 mm. De tijd die nodig is om volwassen te worden is temperatuurafhankelijk, maar duurt tussen de 3 en 6 dagen. Het grootste deel van het jaar is de voortplanting parthenogenetisch, waarbij de eieren worden geproduceerd door vrouwtjes zonder dat er mannetjes in de populatie aanwezig zijn. In de herfst beginnen parthenogenetisch geproduceerde mannetjes te verschijnen. Mannetjes en vrouwtjes planten zich vervolgens seksueel voort. De resulterende eieren zinken naar de bodem waar ze overwinteren en het volgende jaar uitkomen als nauplius-achtige larven.

## Verspreiding
Leptodora kindtii is wijdverbreid in noordelijke gematigde meren. In Noord-Amerika komt het zo ver naar het zuiden voor als Texas en Oklahoma. Het wordt ook gevonden in heel Europa, in delen van Noord-Afrika, Noord-Arabië en in Azië (ten noorden van de Himalaya).

## Verwante taxa
Leptodora is zo verschillend van andere cladocera dat sommige auteurs hebben voorgesteld om alle andere cladocera te groeperen in de clade Eucladocera, met Leptodora als zustergroep. Er wordt nu echter aangenomen dat Leptodora de zus is van Onychopoda, het enige geslacht in de familie Leptodoridae en de onderorde Haplopoda. Kenmerken die het onderscheiden van andere families zijn onder meer zijn grote omvang, het ontbreken van vertakte aanhangsels (kieuwen) op zijn poten, de verkleining van het schild en het feit dat de wintereieren uitkomen als nauplii.

## Taxonomische geschiedenis
Leptodora werd voor het eerst gevonden in de Bremer Stadtgraben en beschreven door de plaatselijke wetenschapper en microscopist Gustav Woldemar Focke, die in 1844 samen met apotheker Georg Christian Kindt een wetenschappelijke bijeenkomst organiseerde in Bremen. Hij bestudeerde de fauna van de sloten rond de stad (de Bremer Stadtgraben) en toonde levende exemplaren tijdens de bijeenkomst. Tijdens de bijeenkomst publiceerde hij ook een beschrijving van de soort in de Weser-Zeitung op zondag 22 september 1844, waarbij hij de soort in het geslacht Polyphemus plaatste. Deze beschrijving werd echter genegeerd door de wetenschappelijke gemeenschap en Wilhelm Lilljeborg beschreef de soort in 1861 met de naam Leptodora hyalina. De synoniemen werden pas opgemerkt toen Simon Albrecht in 1889 Poppe Lilljeborg hiervan op de hoogte bracht en Lilljeborg de fout corrigeerde in zijn monografie uit 1900.
In 2009 werd de tweede soort Leptodora richardii beschreven van individuen die waren verzameld in meren in het stroomgebied van de Amoer, waaronder het meer van Bolon.

## Etymologie
De naam Leptodora is afgeleid van de Griekse woorden leptos en dora, die samen dunne huid betekenen. De soortnaam kindtii wordt verondersteld te verwijzen naar G.C. Kindt, die nauw samenwerkte met Focke. De alternatieve spelling kindti wordt soms aangetroffen, maar wordt niet langer als correct beschouwd volgens de International Code of Zoological Nomenclature. Het epitheton hyalina, gebruikt door Lilljeborg, komt van het Griekse ὕαλος, en betekent glazig.

## Soort
- Leptodora kindtii Focke, 1844 = Glaskreeftje